# Polychrus gutturosus
Espèce
Statut de conservation UICN

 LC  : Préoccupation mineure
Synonymes
- Polychrus multicarinatus Peters, 1869
- Polychrus spurrelli Boulenger, 1914
- Polychrus gutturosus spurrelli Boulenger, 1914

Polychrus gutturosus est une espèce de sauriens de la famille des Polychrotidae.

## Répartition
Cette espèce se rencontre :
- au Honduras ;
- au Nicaragua ;
- au Costa Rica ;
- au Panama ;
- dans l'est de la Colombie ;
- dans l'ouest de l'Équateur.

## Publication originale
- Berthold, 1846 : Über verschiedene neue oder seltene Reptilien aus Neu-Granada und Crustaceen aus China.  Abhandlungen der Königlichen Gesellschaft der Wissenschaften zu Göttingen, vol. 3, p. 3-32 (texte intégral).